# Kalligramma haeckeli
Kalligramma haeckeli là một loài côn trùng trong họ Kalligrammatidae thuộc bộ Neuroptera. Loài này được Walther miêu tả năm 1904.

## Hình ảnh

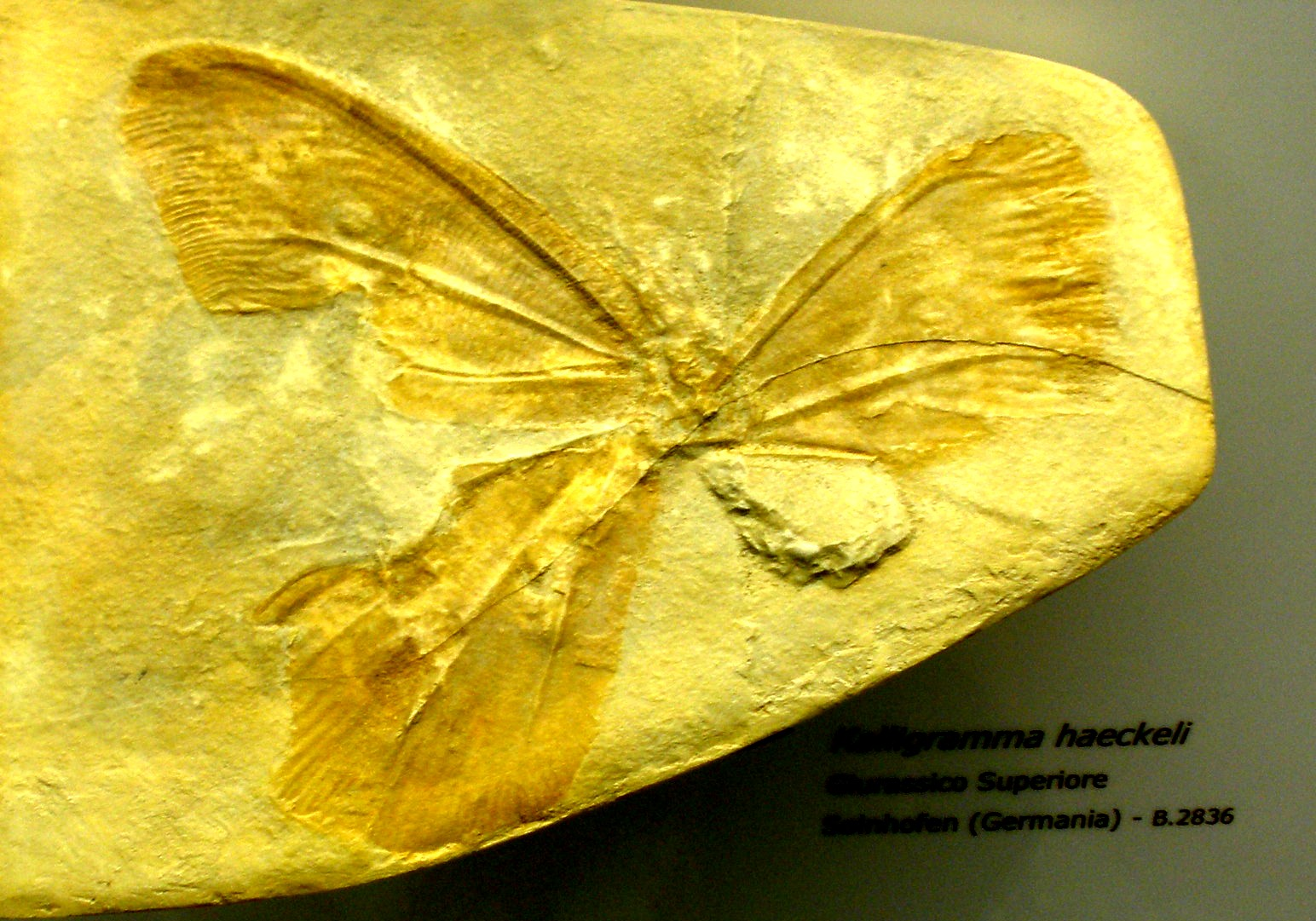